# Az ezüst kecske
Az ezüst kecske è un cortometraggio muto del 1916 diretto da Kertész Mihály che ha come interprete principale Várkonyi Mihály.

## Produzione
Il film fu prodotto dalla Kino-Riport.

### Cast
Sia il regista che l'attore lasceranno l'Ungheria per approdare alla fine a Hollywood, dove diventeranno internazionalmente conosciuti con il loro nome anglicizzato, Michael Curtiz e Victor Varconi. Tra gli altri interpreti anche la futura moglie (dal 1918 al 1923) di Curtiz, l'attrice ungherese Kovács Ilonka (poi Lucy Doraine).